# 공손찬
공손찬(중국어 정체자: 公孫瓚, 간체자: 公孙瓒, 병음: Gōngsūn Zàn 궁쑨짠[*], ?~199년 음력 3월)은 중국 후한 말의 군웅으로 자는 백규(중국어: 伯圭, 伯珪, 병음: Bóguī 보구이[*]), 유주 요서군 영지현(令支縣) 사람이다.
활을 잘 쏘는 이들을 뽑아 백마를 타고 다니게 한 부대인 백마의종을 조직 하였다. 이민족을 상대로 강경책을 견지했기에 유화책을 추진하는 유주목 유우와 다투었고 끝내 죽음에 이르게 했다. 원소와의 세력 경쟁에서 밀려 말년에는 역경루에서 수세로 일관하다 패망하였다.

## 생애

### 잘생긴 의리의 사나이
대대로 이천석 관직을 역임한 유력 가문이었는데 어머니가 천했기에 요서군의 문하서좌(門下書佐)로 관리 생활을 시작하였다. 용모가 수려하고 목소리가 컸으며 말재주도 있는데 총명하기까지 하여 매양 수 개 조(曹)의 일을 한꺼번에 보고하면서도 잊거나 틀린 부분이 없었다. 태수가 기특하게 여겨 사위로 삼고는, 구씨산(緱氏山)에 있던 탁군 사람 노식에게 보내 경전을 배우도록 했다. 여기서 유비와 동문수학하며 깊이 교우하였다. 이후 군의 상계리(上計吏)로 근무하였다.
장인의 후임 태수 유기(劉基, 劉其)가 죄를 지어 죄인용 수레[함거, 檻車]로 소환되었다. 공손찬은 스스로 그 시중들기를 원했는데 법률에서는 관리들이 가까이 따라붙는 것을 불허했으므로 외양을 꾸며 병사를 사칭해서는 수레 곁에서 모시며 낙양까지 따라갔다. 유기는 한나라의 최남단인 일남군으로의 유배형이 선고되었다. 공손찬은 돼지고기와 술을 들고 북망산(北芒山)으로 가 조상들께 제사 지냈다. 술을 올리며 “예전엔 누군가의 자식이었고, 지금은 누군가의 신하인지라 응당 일남으로 가야 합니다. 일남의 습하고 더운 기운으로 인해 혹여 못 돌아올지도 몰라 이렇게 하직 인사드립니다.”라고 말하고 강개한 모습으로 재배하였다. 이에 탄식하지 않는 이가 없었다. 다행히 가던 도중 유기가 사면받았다.

### 북방 이민족과의 혈투
효렴에 천거되어 시험 삼아 수십 기(騎)를 이끌고 성채 바깥으로 나가봤다가 느닷없이 선비족 수백 기와 마주쳤다. 일단 비어있던 정(亭)으로 물러나 ‘지금 부딪치지 않으면 싹 다 죽을 뿐이다’며 일동을 다잡은 후에 양 끝에 날이 달린 모인 양인모(兩刃矛)를 쥐고 돌진하여 수십 명을 살상하였다. 공손찬도 따르던 기병의 절반을 잃었지만 위기를 면하였다. 이후 탁현령(涿―)으로 전임되었다. 선비족 수백기가 다시 공손찬을 공격하여 공손찬의 부인과 딸을 선비족에게 뺏기고 말았다.
중평 연간에 일어난 양주의 난으로 인해 유주에서도 오환돌기(烏桓突騎) 3,000명을 모아 지원하게 되었으며 그 도독은 공손찬이 맡았다. 그러나 군량 지급이 자꾸 미뤄지자 오환족들은 본국으로 돌아가버렸다. 당초 오환돌기의 통솔을 청했지만 공손찬에게 밀려 불만을 품었던 어양군 사람 장순은 이 기회를 빌어 장거(張擧), 오환족들과 함께 난을 일으켰다. 이 해가 187년(중평 4년)이었다. 공손찬이 이들과 싸워 기도위로 승진하기도 했으나 그 형세가 워낙 왕성하여 요서오환 구력거 등에 의해 청주, 서주, 유주, 기주까지 피해를 입었다.
188년, 드디어 석문(石門)에서 장순 등을 대파하고 잡혀있던 많은 사람들을 해방시켰다. 이에 그치지 않고 계속 추격했는데 너무 깊이 들어간 탓에 도리어 관자성(管子城)에서 구력거 등에게 포위를 당하고 말았다. 식량이 바닥나 말을 잡아먹고, 말까지 동나 노와 방패를 먹는 등 이백여 일을 처절하게 버텼으나 결국 어찌하지 못하고 사졸들과 작별 인사를 한 후에 각자가 뿔뿔이 흩어져 퇴각하였다. 비와 눈도 많이 와 구덩이에 빠져 죽은 이가 열에 대여섯이나 되었다. 다만 적들도 굶주렸으므로 유성(柳城)으로 돌아갔다. 189년 3월(음력, 이하 모두 음력), 장순의 객(客) 왕정(王政)이 전년에 부임한 유주목 유우에게 장순의 머리를 보내옴으로써 난이 모두 진압되었다. 항로교위(降虜校尉)에 속국장사를 겸하고 도정후(都亭侯)에 봉해졌다.

### 유우와의 갈등
변경에 있으면서 언제나 외적들을 엄하게 대했다. 먼지가 이는 것이 보이면 달려 나갔고 혹 밤까지 전투가 이어지기도 했다. 그 명성과 무용은 동북방의 이민족들에게도 알려졌다. 하지만 선비족의 숱한 공격으로 공손찬은 부인과 딸을 빼았기고 만다. 궁술이 뛰어난 부하 수십 혹은 수천 명을 백마에 태우고 좌우로 전개시켜 자칭 ‘백마의종’(白馬義從)이라 하였다. 오환인들은 공손찬을 백마장사(白馬長史)라 부르며 피해다녔다. 또 공손찬의 형상을 그려놓고 말달리며 활을 쏴 명중하면 전부 만세를 불렀다. 공손찬은 오환인들을 모조리 쓸어버려야 한다고 생각한 반면에 유우는 은혜와 신망을 보여 회유해야 한다고 생각했기에 서로 대립하였다. 공손찬은 유우의 절도를 받아야 했음에도 무리를 모아 자신의 세력을 키웠으며 부하[부곡, 部曲]들이 민간에 피해를 끼치는 것도 강하게 규율하지 않았다.
191년(초평 2년), 발해태수 원소가 서찰을 보내와 남하하라고 꼬드겼다. 안평군(安平郡)에서 한복군과 접전해봤는데 승리하였다. 동탁 토벌을 명분으로, 실은 한복을 급습하고자 진군하였다. 이를 겁낸 한복이 기주목 자리를 원소에게 양도하였다. 청주와 서주에서는 황건적 30만 명이 일어났는데 11월에 태산태수 응소에게 격파되자 발해군을 거쳐 흑산적과 합치려 하였다. 공손찬이 보병과 기병 2만 명을 끌고 나가 동광현(東光縣)에서 대파하고 3만여 급을 취했다. 황건적은 치중 수만 량(兩)을 내버리고 강을 건너 달아났다. 반쯤 건넜을 때 또다시 들이쳐 수만 명을 죽였다. 그 피로 강이 붉어졌으며 7만여 명을 생포했고 수레와 갑옷, 재물은 셀 수 없을 정도였다. 그 위명이 크게 진동하여 분무장군(奮武將軍)에 계후(薊侯)가 되었다.
이와는 별개로 장안에서는 헌제가 동쪽으로 돌아가기를 원해 유우의 아들이자 시중(侍中)으로 있던 유화를 유우에게 파견해 군대를 이끌고 자신을 맞이하라 명하였다. 유화는 동탁을 속이고 무관(武關)을 통해 나오면서 남양태수 원술을 들렀다. 원술은 유화를 머물게 하고 군대를 보내달라는 편지를 쓰게 하였다. 이를 받은 유우는 수천 명의 기병을 파병하였다. 공손찬은 원술의 야심을 눈치채고 유우를 만류했으나 그 결정을 꺾지 못했다. 자신이 말렸다는 것을 원술이 알게 되면 이를 원망할까 염려하여 사촌 혹은 육촌 동생 공손월과 천여 기를 원술에게 보내 연합을 맺었으며 유화는 잡아둔 채 그 병력을 뺏으라고 귀띔하였다. 이 때문에 공손찬과 유우는 더욱 반목하였다.

### 원소와의 확전
원술은 원소와 싸우고 있었다. 주흔·주앙·주우 형제가 원술의 예주를 취하려 했기에 공손월이 이들과 교전하다가 유시(流矢)에 맞아 전사하였다. 공손찬은 노하여 원소에게 보복하겠다며 반하(磐河, 槃河)로 출진하였다. 이에 원소는 차고 있던 발해태수의 인수(印綬)를 공손찬의 또다른 사촌 혹은 육촌 동생 공손범에게 쥐어주며 진정시키려 했지만 공손범 역시 공손찬에게 가담하였다. 엄강을 기주자사로, 전해를 청주자사로, 선경을 연주자사로, 기타 장수들도 태수와 현령으로 임명하고 나아갔다. 기주의 여러 성들도 호응하였다.
192년 봄, 원소도 몸소 나서 계교(界橋) 남쪽 20리 지점에서 격돌하였다. 공손찬은 3만 명의 보병으로 방진(方陳)을 형성하고 1만 명의 기병은 좌우익에 5천 명씩 배치했으며 백마의종은 중견(中堅)으로서 역시 두 부대로 나누었다. 원소는 국의의 정예병 8백 명을 선봉으로 삼고 이를 강노 1천 장(張)으로 받쳤으며 자신은 그 뒤에서 보병 수만 명으로 진을 쳤다. 공손찬은 국의의 군세가 적은 것을 보고 기병을 풀어 공격하였다. 국의 부대는 방패 아래로 몸을 낮추고 있다가 거리가 가까워지자 일시에 함성을 지르며 일어나 달려들었다. 강노도 빗발치니 공손찬군은 엄강 등 천여 명이 죽고 나머지도 도망치기 시작했다. 계교까지 돌격해오는 국의를 다리 위에서 저지하려 했으나 이마저 막지 못하고 본영의 아문(牙門)까지 내주는 등 전군이 궤주하였다. 공손범과 같이 광양군 계현(薊縣)으로 물러났다.
원소의 장수 최거업이 수만 명으로 탁군 고안현(故安縣)을 에워쌌다가 함락시키지 못하고 회군하였다. 공손찬이 보병과 기병 3만 명으로 추격하여 거마수(巨馬水)에서 칠팔천 명을 죽이는 대승을 거두었다. 그 승세를 타고 남진하여 평원국에 이르렀는데 용주(龍湊)에서 또 깨지고 유주로 되돌아왔다. 전해로는 청주를 점거하게 했는데 2년간 원소군과 공방을 거듭하여 양군이 모두 피폐해지고 백성들은 약탈에 시달렸다. 193년, 조정으로부터 태복(太僕) 조기가 와 공손찬과 원소를 화해시켰다.

### 유우 처단
한편 예전부터 유우는 공손찬이 무력을 남용하는 것에 근심했으며 만약 원소를 꺾으면 더욱 통제하지 못하게 될까봐 우려하였다. 그래서 출병을 불허하고 군량 지급도 줄였지만 공손찬은 더 엇나갈 뿐이었다. 더구나 공손찬은 이민족들을 재물로 달래면 달랠수록 오히려 한나라를 낮잡아 볼 것이라 생각해 유우가 이민족들에게 주는 재물도 번번이 노략하였다. 유우는 그 죄를 상주했고 공손찬 역시 유우의 군량 미지급을 상주하며 상호 비방하였다. 공손찬은 계현의 큰 성 동남쪽에 작은 성 내지 경(京)을 축조하고는 유우의 부름에도 매번 병을 핑계 대며 나아가지 않았다.
겨울, 마침내 유우가 친히 십만 명을 인솔해 공손찬을 습격하였다. 유주종사(―從事)로 있던 공손기(公孫紀)가 이 사실을 밤중에 미리 알려주었다. 이는 평소에 같은 성씨라며 공손찬이 각별히 대해온 덕분이었다. 당시 부곡들은 밖에 흩어져 있었고 너무나 급작스러웠던 터라 동쪽 성벽을 파서 피신하려 했는데 유우의 병사들이 싸움에 익숙하지 않았다. 게다가 민가에 피해가 갈까 불도 못 지르게 했다는 것을 알고는 가려 뽑은 정예병 수백 명으로 바람의 방향대로 불을 놓으며 돌진해 크게 무너트렸다. 유우는 상곡군 거용현(居庸縣)으로 도주해 오환과 선비의 도움을 받으려 했다. 이를 3일 만에 공략하고 유우와 그 처자식을 사로잡아 계현으로 개선하였다.
마침 황제의 사자 단훈(段訓)이 당도하였다. 공손찬은 전장군에 오르고 역후(易侯)에 봉해졌으며 유주, 병주, 청주, 기주를 독(督)할 수 있는 가절(假節)도 받았다. 공손찬은 이전에 원소 등이 유우를 옹립하려 했던 일을 들먹이며 유우가 존호를 참칭하려 했다고 무고하고는 유우를 처형하라고 단훈을 위협하였다. 하늘을 향해서도 ‘유우가 천자가 될 만하다면 비를 내려 그를 구하소서!’라고 빌어봤지만 날씨는 온종일 쨍쨍했다. 드디어 유우를 참하고 단훈을 유주자사로 추천하였다.

### 유비와의 절교
공손찬이 유우를 죽인 일로 인해 공손찬은 유비에게 절교를 당했다. 유비의 입장에서 보면 공손찬이 유우를 죽인 일은 자신의 친척을 살해한 일이므로 황족인 유비로서는 분노할 수밖에 없는 일이다. 결국 유비는 이 일로 인해 공손찬에게 되돌아가지 않고 서주에 머물렀다. 훗날, 유비가 원소에게 의탁한 것 역시 원소가 공손찬의 불구대천이기 때문이다.
추가로 이 일로 인해 조운 역시 공손찬을 버리고 도망쳤는데 공손찬에게는 형의 사망으로 인해 장례식을 치른다는 핑계로 도망쳤으며 다시는 공손찬에게 돌아오지 않았다.

### 유우의 남은 무리와 결합한 원소
유우의 종사 선우보·제주(齊周), 기도위 선우은(鮮于銀) 등은 유주의 군사를 규합해 공손찬에게 복수하고자 평소 은덕과 신망이 높던 염유를 오환사마(烏丸司馬)로 추거하였다. 염유는 오환, 선비, 한족 수만 명을 불러 모았고 공손찬이 둔 어양태수 추단(鄒丹)을 노현(潞縣) 북쪽에서 쳐부수어 추단 등 4,000여 명을 벴다. 오환의 초왕(峭王) 소복연(蘇僕延)도 7,000여 기를 데리고 합류했으며 원소 진영에 있던 유화와 국의도 힘을 보태니 그 군세가 십만에 달했다.
195년(흥평 2년), 포구수(鮑丘水)에서 또 패배하여 2만 명을 잃고 역경(易京)으로 철수해 방어 태세를 다졌다. 이에 앞서 항간에는 ‘연나라의 남쪽, 조나라의 북쪽 가장자리, 중앙은 맞지 않지만 가치는 숫돌과 같은 곳, 오직 그 가운데서만 난세를 피할 수 있으리’란 동요가 있었다. 공손찬은 하간국 역현이 그에 부합한다 여겨 본거지를 옮긴 터였다. 역경은 십중 해자에, 오륙 장(丈) 높이의 인공 언덕들이 무수히 많았으며 그 위에는 누(樓)가 있었다. 특히 공손찬이 사는 곳의 높이는 십 장에 달했다. 둔전까지 설치해놔서 자급자족도 가능하였다. 국의군이 1년 남짓한 동안 대치해봤다가 양식이 고갈되어 철군하는 것을 공손찬이 뒤쫓아 그 치중을 획득하기도 하는 등 원소도 까다로워했다.

### 성안에 틀어박혀
가뭄과 병충해가 덮쳐 곡식이 귀해지고 사람들이 서로 잡아먹는데도 공손찬은 자신의 재주와 능력을 자만하여 구휼은 하지 않았다. 남들의 과실은 기억하고 선행은 잊었으며 사소한 원한도 반드시 대갚음하였다. 빼어난 명사들에 대해서는 ‘자신의 직위에 기대어 부귀해지는 것을 당연시하고 타인의 은혜는 고마워하지 않는다’며 억압하고 장사치 같은 부류를 중용하였다. 특히 점쟁이 유위대(劉緯臺), 비단 장수 이이자(李移子), 상인 악하당(樂何當)과는 형제의 결의를 맺었다. 맏형은 공손찬이었다. 이들의 부는 막대했고 서로의 자식들을 혼인시키기도 했으며 스스로 전한의 개국 공신 곡주후(曲周侯) 역상과 관영에 비유하였다. 백성들은 고통스러워했고, ‘원군을 믿고 역투하지 않을 것’이라며 병력 지원에도 인색하니 대군, 광양군, 상곡군, 우북평군 등지에서는 선우보와 유화에게 협력하는 이들이 늘어갔다.
경계심도 유별나 고각 위의 집에는 철문을 세우고 7세 이상의 남자는 들이지 않았으며 곁에는 오로지 첩들만을 두었다. 이들에게 수백 보 거리에서도 들을 수 있게끔 큰 목소리를 내는 훈련을 시켜 명령을 전했으며 문서들은 우물을 긷듯이 끌어올려 받았다. 빈객들과는 소원해졌으며 신임하는 이도 적어 모신과 맹장들이 점점 떠나갔다. 이즈음 공격전도 드물어져 어떤 이가 그 까닭을 묻기에 답하기를, “과거에 이민족과 황건적을 때려잡을 때는 손바닥에 침을 뱉기만 해도 천하를 쉽게 평정할 수 있을 것 같았는데 오늘날 병란이 시작되고 보니 내가 해결 가능한 수준이 아니오. 장병은 쉬게 하고 농사엔 힘써 흉년에 대비하는 것이 가장 낫소. 병법에서도 백 개의 누는 치지 않는다 하였소. 현재 우리 진영엔 누로(樓櫓, 지붕이 없는 망루)가 천 리이고 비축한 곡식도 삼백만 곡(斛)이니 때를 기다리기에 충분할 것이오.”라 하였다.

### 불타는 역경루
198년(건안 3년), 원소가 대대적으로 침공해왔다. 아들 공손속을 흑산적에게 보내 원병을 청하고 공손찬도 직접 돌기(突騎)를 거느리고 출격하여 서산(西山, 타이항산맥) 옆에서 흑산적과 연계해 기동하며 원소의 후방을 유린하려 하였다. 장사 관정이 간하기를, “지금 불안해하지 않는 장졸이 없음에도 여전히 서로를 지키며 버티고 있는 것은 그 가족이 마음에 걸리고 장군을 주인이라 의지하고 있기 때문입니다. 굳건하게 수비만 해도 원소는 필히 환군해야만 합니다. 그럼에도 불구하고 나가버리신다면 중심이 없어진 역경이 위험해집니다. 장군께선 근거지를 잃고 초야에 외로이 계셔야 할텐데 어떻게 흥기할 수 있겠습니까.”라 하였다. 그리하여 출정은 철회하였다.
199년 봄, 흑산적 두령 장연이 공손속의 요청에 응해 십만 명으로 공손찬을 구하려 하였다. 공손찬은 공손속에게 ‘봉화를 올린다면 이쪽에서도 출전해 협공하겠다’는 서신을 보냈는데 그 사자 문칙(文則)이 원소의 척후병에게 붙잡히고 말았다. 밀서를 입수한 원소는 복병을 숨겨두고 불을 피웠다. 공손찬이 신호대로 출전했다가 대패하고 다시 성으로 쫓겨 들어갔다. 원소는 땅굴을 파고 들어가 누각 아래에 구멍을 뚫고 나무 기둥을 댔다. 반 이상에 달했을 때 그 기둥들에 불을 붙임으로써 누각들을 붕괴시켰다. 원소군은 점차 중앙으로 다가오는데 이를 반전할 마땅한 수는 전혀 없어 누이와 처자를 죽이고 자신은 분신자살하였다. 원소의 병사들이 누대로 올라가 공손찬의 목을 베었다. 3월의 어느 날이었다.

## 삼국지연의
사서가 아닌 소설 《삼국지연의》에서는 북평태수로서 반동탁 연합군에 제14진으로 참가하는 것으로 설정하였다. 낙양으로 향하는 경로였던 평원국 평원현에서 평소 형제처럼 친밀했던 유비를 만나게 되어 함께할 것을 권한다. 호뢰관 전투에 참전한 여덟 제후 중 한 명으로서 손수 여포와 겨루기도 하는데 몇 합 만에 패주한다. 적토마를 탄 여포에게 따라잡혀 위기에 처한 순간 장비가 달려 나와 각축을 벌인다.
이후 조조에게 핍박당하는 도겸을 구원하고 싶어하는 유비에게 보기 2,000명과 조운을 빌려준다. 시간이 흘러 여포가 멸망한 후 원소의 사정을 살피러 갔던 만총이 조조와 유비에게 공손찬의 최후를 보고한다.

## 섬긴 사람들
| - 계옹(季雍) - 공손기 (公孫紀) - 관정 - 문칙 - 범방(范方) - 선경 | - 악하당(樂何當) - 엄강 - 왕문(王門) - 유비 - 유위대(劉緯臺) | - 이이자(李移子) - 전예 - 전해 - 조운 - 추단(鄒丹) |

## 가계
- 아들 : 공손속
- 사촌 혹은 육촌 동생 : 공손범, 공손월

## 같이 보기
- 삼국지 인물 목록

## 참고 문헌
- 《후한서》73권 열전 제63 공손찬
- 《삼국지》8권 위서 제8 공손찬